# Bjørn Boom
Bjørn Boom (Amsterdam, 17 december 1975) is een Nederlands waterpolospeler.
Bjørn Boom nam als waterpoloër eenmaal deel aan de Olympische Spelen, in 2000. Hij eindigde met het Nederlands team op de elfde plaats. In de competitie speelt Boom nog altijd (seizoen 2008-2009) voor AZC uit Alphen aan den Rijn, hij veroverde hier meerdere lands- en bekertitels.
Marco Booij · 
Bjørn Boom · 
Bobbie Brebde · 
Matthijs de Bruijn · 
Arie van de Bunt · 
Arno Havenga · 
Bas de Jong · 
Harry van der Meer · 
Gerben Silvis · 
Kimmo Thomas · 
Eelco Uri · 
Niels Zuidweg